# Hirschbach (Bawaria)
Hirschbach – miejscowość i gmina w Niemczech, w kraju związkowym Bawaria, w rejencji Górny Palatynat, w regionie Oberpfalz-Nord, w powiecie Amberg-Sulzbach, wchodzi w skład wspólnoty administracyjnej Königstein. Leży w Jurze Frankońskiej, około 25 km na północny zachód od Amberga.